# بيرند هوبر
بيرند هوبر (بالألمانية: Bernd Huber) (و. 1960 – م) هو عالم اقتصاد، وأستاذ جامعي، من ألمانيا، ولد في فوبرتال.

## مناصب وهيئات
أدار جامعة لودفيش ماكسيميليان في ميونخ، وجامعة إرلنجن نورنبيرغ.

## جوائز
حصل على جوائز منها:
- وسام الاستحقاق البافاري.

## روابط خارجية
- بيرند هوبر على موقع مونزينجر (الألمانية)